# Valea Salciei-Cătun, Buzău
Valea Salciei-Cătun este un sat în comuna Valea Salciei din județul Buzău, Muntenia, România. Se află în nordul județului, în Subcarpații de Curbură.